# Meander (ort i Australien)
Meander är en ort i Australien. Den ligger i kommunen Meander Valley och delstaten Tasmanien, i den sydöstra delen av landet, omkring 150 kilometer nordväst om delstatshuvudstaden Hobart. Antalet invånare är 294.
Trakten runt Meander är nära nog obefolkad, med mindre än två invånare per kvadratkilometer.. Närmaste större samhälle är Deloraine, omkring 14 kilometer norr om Meander. 
I omgivningarna runt Meander växer i huvudsak städsegrön lövskog. Genomsnittlig årsnederbörd är 1 605 millimeter. Den regnigaste månaden är juli, med i genomsnitt 178 mm nederbörd, och den torraste är februari, med 73 mm nederbörd.